# Vladimir Ešinov
Vladimir Nikolaevič Ešinov (in russo Владимир Николаевич Ешинов?; Kiriši, 18 febbraio 1949 – Kiriši, 30 luglio 2024) è stato un canottiere sovietico, dal 1991 russo.

## Biografia
Vladimir Ešinov nacque a Kiriši il 18 febbraio 1949.
Partecipò alle Olimpiadi del 1972 e alle Olimpiadi del 1976 dove vinse la medaglia d'oro.
Morì il 30 luglio 2024 all'età di 75 anni.

## Palmarès

### Olimpiadi
- 1 medaglia:
  - 1 oro (Montréal 1976 nel quattro con)

### Mondiali
- 4 medaglie:
  - 2 ori (Lucerna 1974 nel due con; Nottingham 1975 nel quattro con)
  - 1 argento (Amsterdam 1977 nell'otto)
  - 1 bronzo (St. Catharines 1970 nel due con)

### Europei
- 2 medaglie:
  - 1 oro (Mosca 1973 nel due con)
  - 1 bronzo (Copenaghen 1971 nel due con)